# Theorie Poröser Medien
Die Theorie Poröser Medien (TPM) ist ein kontinuumsmechanisches Konzept. Sie beschreibt Systeme, die aus einem porösen Festkörper bestehen und deren Poren von einem oder mehreren Fluiden durchströmt werden oder gasgefüllt sind. Die Theorie hat Anwendungen z. B. in der Bodenmechanik, etwa bei der Konsolidation, und in der Biologie.

## Grundlagen
In der TPM werden die Stoffgebiete der einzelnen Teilkörper nicht räumlich voneinander getrennt. Stattdessen wird jedem Teilkörper an jedem Punkt ein bestimmter Volumenanteil zugewiesen. Im Allgemeinen hat jeder Teilkörper seine eigene Bewegungsfunktion. Die Bewegungsfunktionen sind auf dem gesamten Stoffgebiet definiert und überlagern sich.

## Geschichte
Der Wiener Professor Paul Fillunger war 1913 der Erste, der ein Festkörper-Fluid-Modell um das Konzept der Volumenanteile erweiterte. In seiner Veröffentlichung beschäftigte er sich mit dem Auftrieb von Staumauern. Sie enthielt bereits das heute verwendete Konzept der effektiven Spannungen. Die von Fillunger verwendete Auftriebsgleichung enthielt jedoch einen gravierenden Fehler, der Anfang der 1930er Jahre von Karl von Terzaghi bemerkt wurde. Dies führte zu einem Streit zwischen den beiden Wissenschaftlern.
Karl von Terzaghi begründete mit seinen Theorien und Experimenten zur Bodenkonsolidierung, zum Erddruck, zur Tragfähigkeit und zur Stabilität des Bodens die moderne Bodenmechanik als selbstständige Ingenieurwissenschaft. Zusammen mit seinem Kollegen Otto Karl Fröhlich veröffentlichte er 1936 ein Buch über die Konsolidierung poröser Festkörper. Dieses war nach Fillungers Ansicht in großen Teilen schlampig geschrieben. Er nutzte es, um sich bei von Terzaghi zu revanchieren.
Zum Eklat kam es, als Fillunger Ende 1936 ein Pamphlet veröffentlichte, in dem er versuchte, von Terzaghi und Fröhlich zu diskreditieren. In dieser Veröffentlichung beschrieb Fillunger das Konsolidationsproblem als ein Zweiphasensystem mit überlagerten Bewegungen. Seine Herangehensweise entsprach dabei der heute üblichen Vorgehensweise, dennoch wurde es von der wissenschaftlichen Fachwelt kaum beachtet.
Ray M. Bowen beschrieb in den 1980er Jahren poröse Festkörper, indem er die Mischungstheorie um das Konzept der Volumenanteile erweiterte.